# سوزي فريزر
سوزي فريزر (بالإنجليزية: Susie Frazier)‏ هي فنانة أمريكية، ولدت في 21 أغسطس 1970 في دنفر في الولايات المتحدة.